# Ten Typ Mes i Emil Blef - Fach
Fach – pierwszy album studyjny polskiej grupy muzycznej Flexxip. Wydawnictwo ukazało się 8 września 2003 roku nakładem wytwórni muzycznej T1-Teraz w dystrybucji Pomaton EMI. Produkcji nagrań podjęli się  DJ Panda, Mes, Bartek G., Dominik Łebek, JR, A.Szajewski, Webber oraz S.Kociołek .
Ostatnia ścieżka na płycie trwa 9:21. Po chwili ciszy jest tam ukryty utwór.

## Lista utworów
Opracowano na podstawie materiału źródłowego.
1. "Intro" (produkcja: DJ Panda) - 0:40
2. "Własny wstyd (DJ Panda Rmx)" (produkcja: Mes, gościnnie: Małolat, scratche, remiks: DJ Panda) - 3:40
3. "Oszuści" (produkcja: Bartek G., gościnnie: Ciech) - 3:50[A]
4. "List" (produkcja: Mes) - 3:41[B]
5. "Szukam tego $" (produkcja: Mes, gościnnie: Magda Polańska) - 3:18
6. "Teksty do bitów" (produkcja: Dominik Łebek) - 4:30
7. "8-8" (produkcja: JR, scratche: DJ Panda) - 4:27
8. "(Y)" (produkcja: Mes) - 1:34
9. "Powiedz, gdzie jest F." (produkcja: A.Szajewski, Mes, gościnnie: Lerek) - 4:35
10. "Nie jestem..." (produkcja: Mes, gościnnie: Fu) - 4:24
11. "Uwierz we mnie" (produkcja: Mes, scratche: DJ Panda) - 3:53
12. "Milion razy" (produkcja: Mes, gościnnie: 2cztery7) - 4:02
13. "Mam wiadomość" (produkcja: Bartek G) - 3:12
14. "Acha" (produkcja: Webber, scratche: DJ Twister) - 3:14
15. "Dzień w dzień (zrzuty)" (produkcja: Kociołek, gościnnie: 2cztery7) - 4:48
16. "5-10-20 (Oldskul Mes)" (produkcja: Mes, scratche: DJ Panda) - 4:22

Notatki
- A^ W utworze wykorzystano sample z piosenek "I'm Gonna Tear Your Playhouse Down" w wykonaniu Ann Peebles i "Lovin' You Girl" Johna Schroedera[3].
- B^ W utworze wykorzystano sample z piosenki "I Just Want to Be the One in Your Life" w wykonaniu Barry'ego Manilowa[3].